# Rajko Pintar
Rajko Pintar, slovenski športni funkcionar, šolnik, politik, urednik in novinar, * 23. julij 1953, Slovenj Gradec
Od leta 2012 je predsednik organizacijskega komiteja tekme za svetovni pokal v smučarskih skokih za ženske v Ljubnem.

## Kariera

### Šport
Deluje v je v Izvršilnem odboru Smučarske zveze Slovenije in v pododboru za smučarske skoke, otroška in mladinska vprašanja pri Mednarodni smučarski organizaciji.

### Novinarstvo
Med letoma 1990 in 2017 je bil ravnatelj Osnovne šole Ljubno ob Savinji. Bil je član republiškega odbora Združenja ravnateljev osnovnih in glasbenih šol ter šol s prilagojenim programom.

### Šolstvo
V letih 1990 in 1991 je bil član Društva novinarjev Slovenije. Pri časopisu Delo je bil kot dijak član celjskega dopisništva, kasneje pa sodelavec uredništva kronike. Pisal je za časopis Pavliha. Med letoma 1986 in 1991 je urejal Savinjske novice. Ustanovil in urejal je Ljubenski vevnik.

### Politika
V letih 1994 in 2014 je bil izvoljen v občinski svet občine Ljubno ob Savinji. Leta 2004 je na listi stranke LDS kandidiral na državnozborskih volitvah.

## Izobrazba
Na 1. gimnaziji v Celju je maturiral leta 1972. Na ljubljanski Visoki šoli za telesno kulturo, današnji Fakulteti za šport, je diplomiral leta 1980.

## Zasebno
Živi v Ljubnem ob Savinji. Z ženo Terezijo ima tri odrasle sinove, Luko, Jerneja in Miklavža.

## Nagrade in priznanja
- Zlata plaketa občine Ljubno[navedi vir]
- Naj osebnost Občine Ljubno leta 2012[navedi vir]
- Priznanje Društva ravnateljev osnovnih in glasbenih šol Republike Slovenije ob 20-letnici ravnateljevanja[navedi vir]
- Bloudkova plaketa za življenjsko delo za leto 2018[8]